# François Rude
François Rude (ur. 4 stycznia 1784 w Dijon, zm. 3 listopada 1855 w Paryżu) – francuski rzeźbiarz romantyzmu.

## Życiorys
Kształcił się w paryskim warsztacie Pierre’a Cartelliera. W 1812 otrzymał nagrodę Prix de Rome w dziedzinie rzeźby.

## Ważne dzieła

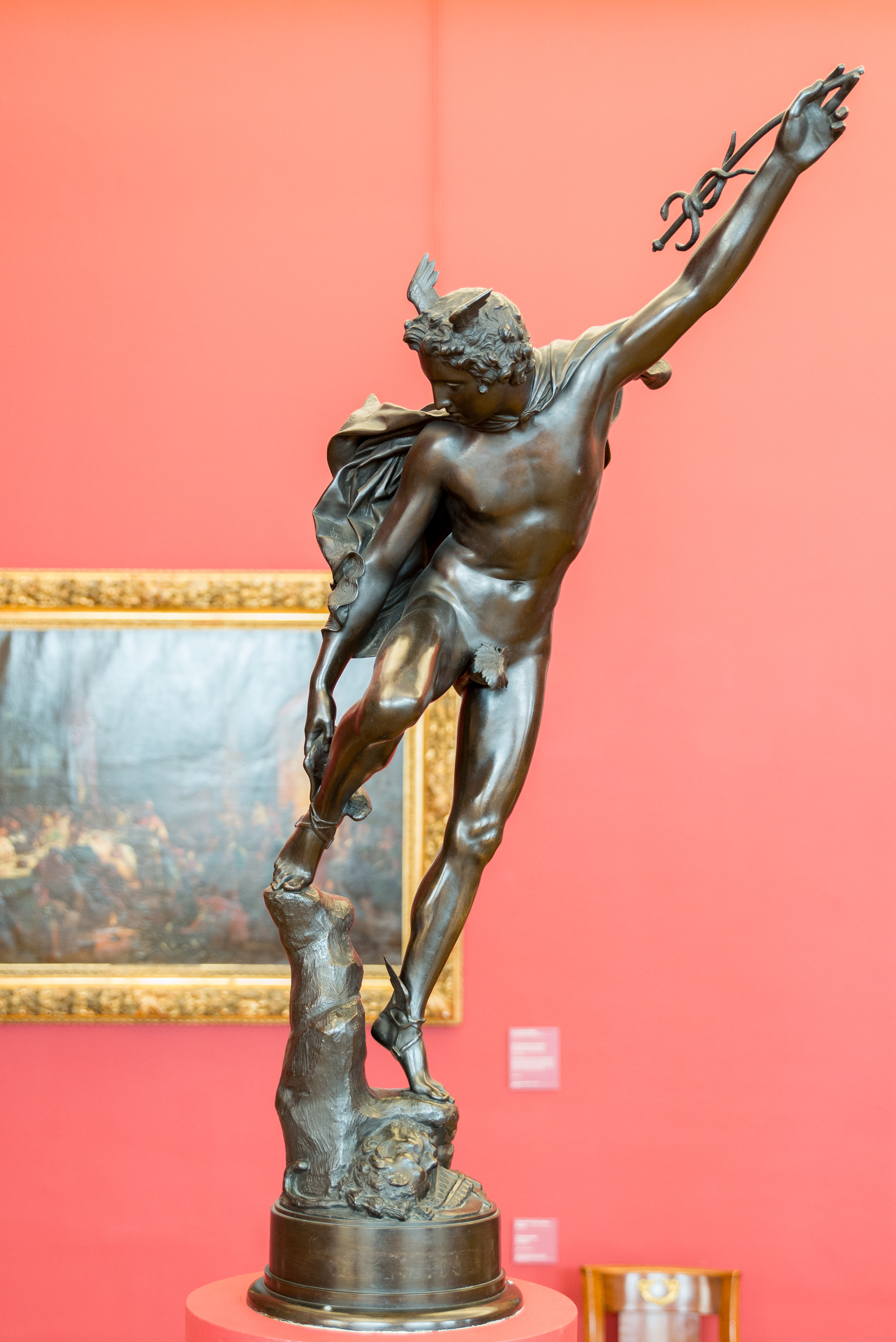
Merkury wiążący skrzydła do sandałów, Luwr (1828)
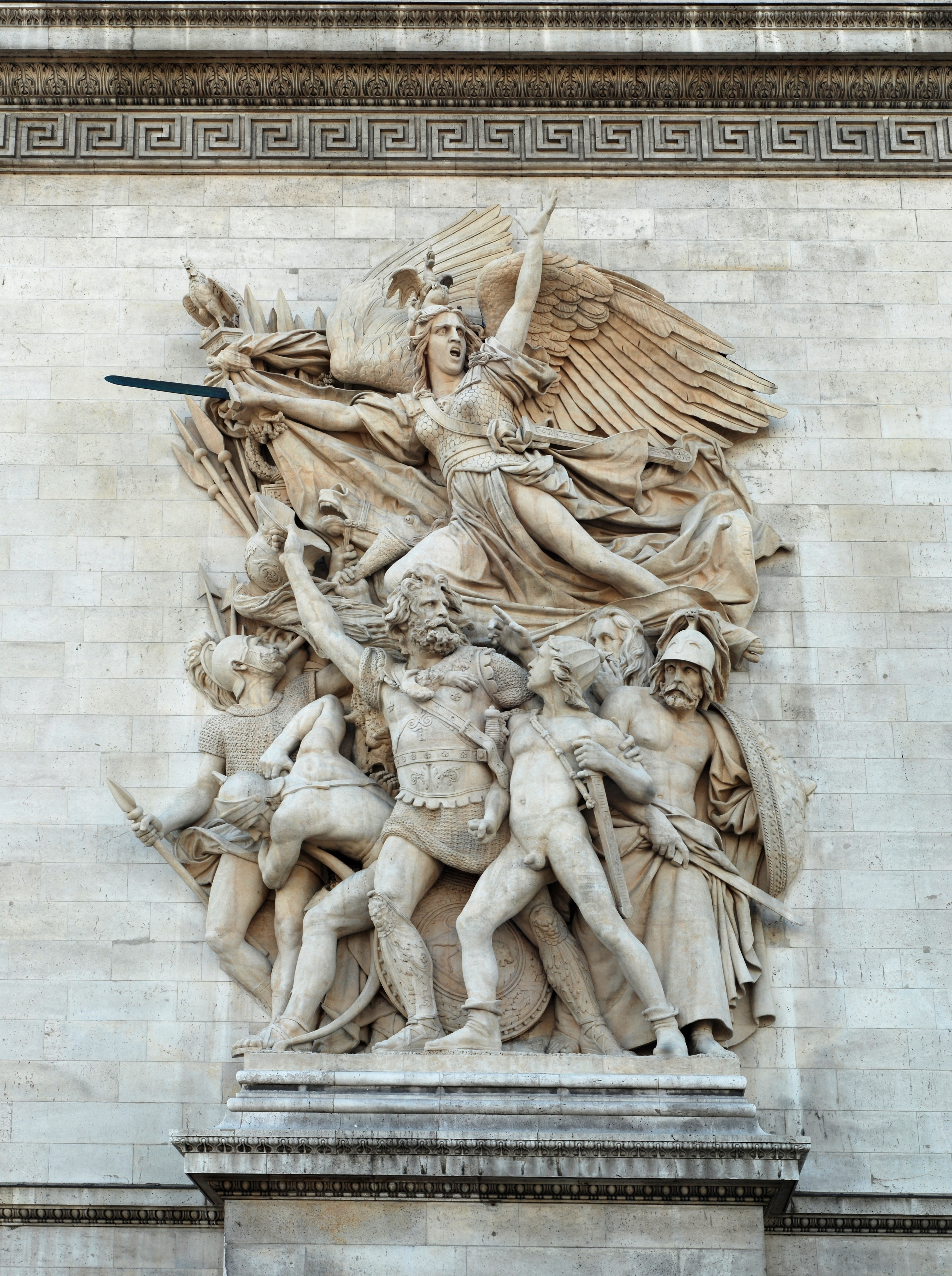
Odjazd ochotników (1833), relief z Łuku Triumfalnego zwany popularnie Marsylianką, nawiązuje do wydarzeń we Francji z 1792
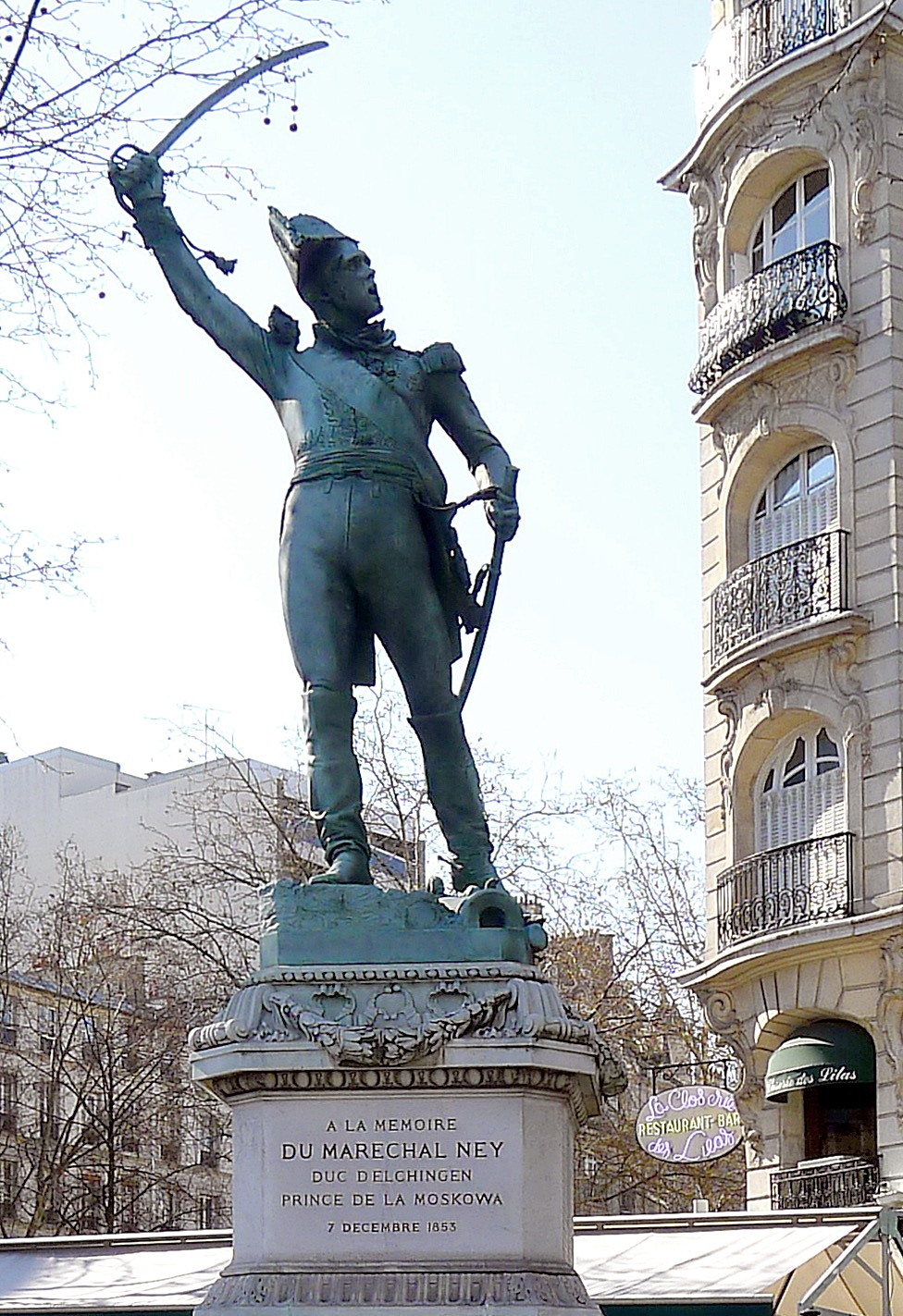
Pomnik Michela Neya w Paryżu (1853)